# Joseph Gurney Cannon
Joseph Gurney Cannon (Contea di Guilford, 7 maggio 1836 – Danville, 12 novembre 1926) è stato un politico statunitense.
Proveniente dall'Illinois, fu capo del partito repubblicano. Cannon fu Speaker della Camera dei rappresentanti degli Stati Uniti dal 1903 al 1911 e viene considerato dagli storici come il più influente nella storia statunitense, con un controllo sulla Camera dei rappresentanti tale da permettergli di influenzare la discussione stessa. È  suo il volto sulla copertina del primo numero del Time.
La sua carica di presidente è la seconda più lunga fra i repubblicani, essendo stato superato da Dennis Hastert (anche lui proveniente dall'Illinois) il 1º giugno 2006. È stato anche il primo membro del congresso a raggiungere i quarant'anni di servizio (non continuativo), avendo concluso la sua carriera con 48 anni da membro della camera, un record durato fino agli anni sessanta.

## Biografia
Era il figlio maggiore di Horace Cannon, un medico di campagna, e di Guglielma Hollingsworth. Il fratello William sarebbe diventato un influente banchiere.

### Gioventù
Nato nella Carolina del Nord, nel 1840 si trasferì con i genitori ad Annapolis, nell'Indiana, a circa trenta chilometri da Terre Haute;  il padre Horace annegò quando Joseph aveva dieci anni, mentre cercava di attraversare lo Sugar Creek per recarsi da un paziente; il giovane Cannon si occupò della fattoria di famiglia.
Su richiesta del politico ed avvocato John Palmer Usher, futuro Segretario degli Interni degli Stati Uniti d'America sotto la presidenza di Abraham Lincoln, testimoniò in un processo per diffamazione; decise allora di studiare legge, chiedendo allo stesso Usher di studiare presso di lui, trasferendosi a Terre Haute. A diciannove anni si trasferì a Cincinnati per frequentare un corso semestrale presso la locale università.
Nel 1858 fu ammesso all'Ordine degli avvocati e iniziò a praticare la professione a Terre Haute ma fu deluso quando Usher si rifiutò di offrirgli un posto nel suo studio legale. In quello stesso anno egli si trasferì a Tuscola, nell'Illinois. La sua scelta di una nuova residenza fu in qualche modo involontaria, prendendo posto mentre viaggiava da Shelbyville a Chicago per trovare più clienti per il suo studio legale. Durante il viaggio rimase senza soldi. A Mattoon salì su un treno diretto a Chicago; appena il treno era partito gli fu chiesto il biglietto ed, essendone privo, fu fatto scendere a Tuscola. Qui divenne Procuratore della Repubblica per i ventisette distretti giudiziari dell'Illinois, mantenendo questa posizione dal marzo 1861 al dicembre 1868. Fu uno dei membri della Loggia massonica di Tuscola No. 332, che era stata fondata il 2 ottobre 1860.
Nel 1876 Cannon si spostò a  Danville (sempre nell'Illinois), dove risiedette per il resto della sua vita. Lui e la moglie, Mary P. Reed, che egli sposò nel 1862, ebbero due figlie.

### Carriera politica
Divenne un seguace di Abramo Lincoln durante i Dibattiti Lincoln-Douglas del 1858. Dopo che Lincoln era stato eletto Presidente nelle Elezioni presidenziali del 1860, Cannon ricevette l'incarico di Procuratore regionale.
Cannon, membro del Partito Repubblicano, fu eletto alla Camera per l'Illinois al 42º Congresso e ai successivi otto (4 marzo 1873 - 4 marzo 1891) e fu presidente del Comitato per le Spese nel Dipartimento delle Poste (41º Congresso) e del Comitato per gli Stanziamenti (51º Congresso).
Non ebbe successo quale candidato per la rielezione alla Camera nel 1890, ma fu poi eletto al 53º Congresso e nelle successive nove elezioni, sedendo come Deputato della Camera dal 1893 al 1913.
Tentò di diventare presidente dell'Assemblea dei deputati quattro volte prima di riuscirci. Sue caratteristiche peculiari erano lo stile oratorio, la bassa statura e i modi pugnaci. I giornali lo ridicolizzavano come un colorito provinciale. Soprannominato "Uncle Joe" (zio Joe), spesso litigava con il seguace repubblicano Theodore Roosevelt, sostenendo che Roosevelt:
(Joseph Gurney Cannon)

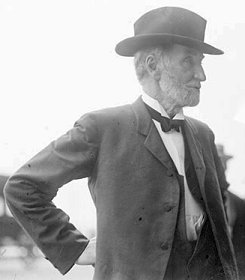
Cannon al Congresso Nazionale Repubblicano del 1904 a Chicago.

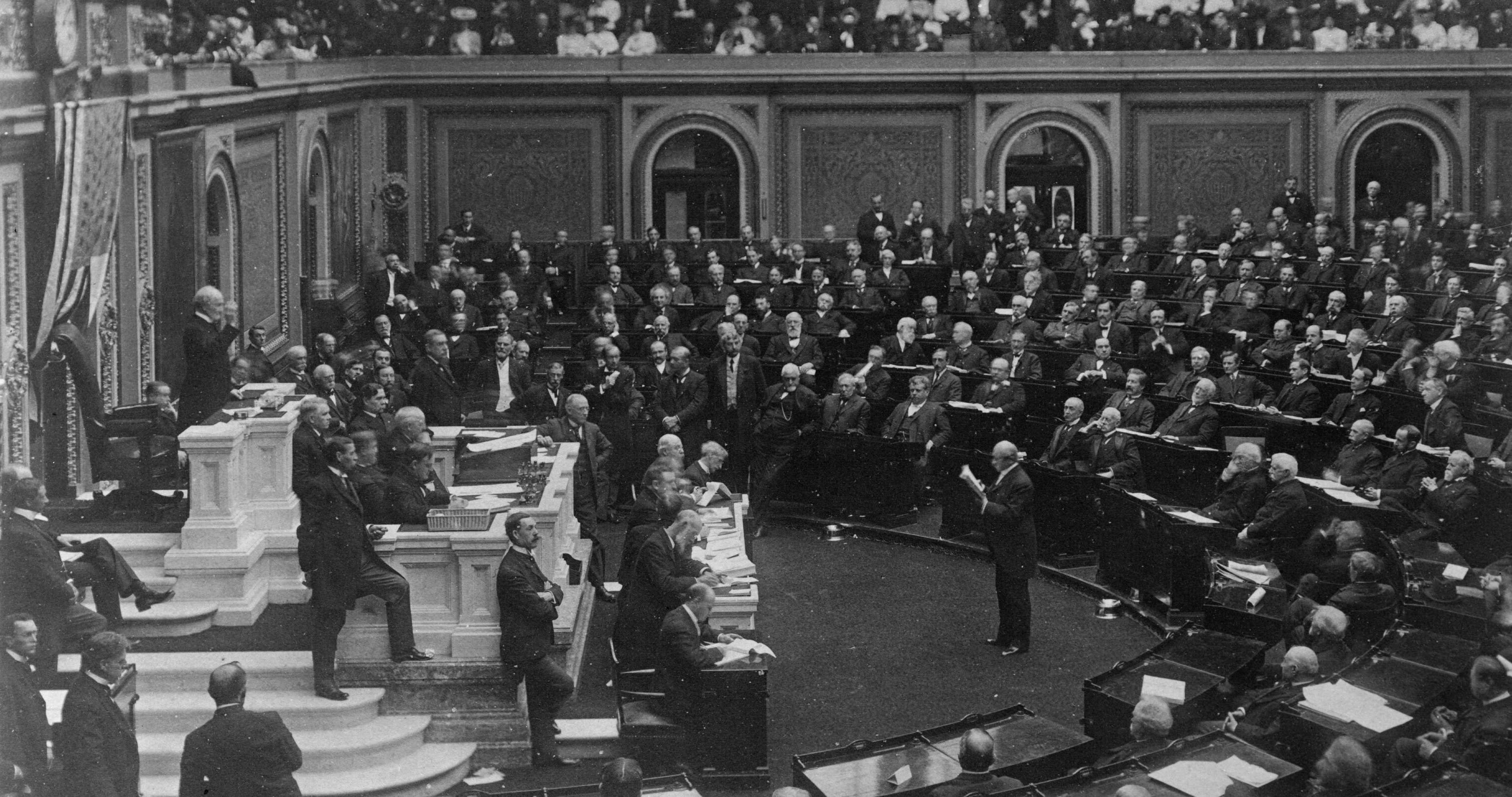
Lo Speaker Cannon presiede la Camera dei rappresentanti durante il 59º Congresso, nel 1906.

Cannon fu Presidente del Committee on Appropriations, del Comitato per le norme, (dal 54º Congresso fino al 57º), e Speaker della Camera dei Rappresentanti (dal 58º Congresso fino al 61º). Egli ottenne cinquantotto voti per la candidatura (nomination) alla Presidenza degli Stati Uniti d'America nel Congresso repubblicano tenutosi in Chicago per le Elezioni presidenziali del 1908.

### Speakerdella Camera

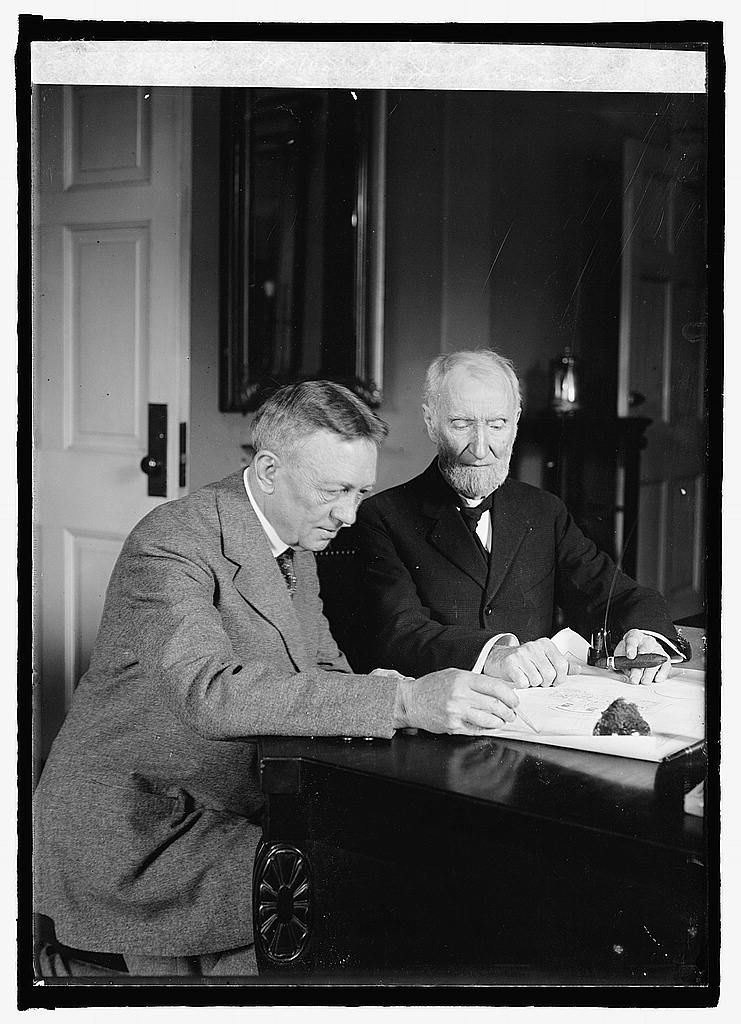
Cannon con l'Architetto del Campidoglio Elliott Woods nel 1909

Cannon esercitò la carica di Speaker della Camera con un potere senza precedenti. Al momento della elezione di Cannon, lo Speaker della Camera deteneva anche la presidenza del Rules Committee della Camera che determinava sotto quali norme e restrizioni le leggi potevano essere dibattute, emendate, votate e, in taluni casi, se esaminate. Così Cannon controllava effettivamente ogni aspetto dell'agenda della Camera: le leggi vi entravano solo con la sua approvazione, e quindi in qualsiasi forma egli decidesse, con egli stesso che decideva se e come le misure previste dal disegno di legge potevano essere discusse o emendate.
Cannon riservò a sé stesso il diritto di nominare non solo i presidenti dei vari Comitati, ma anche i loro membri e, a dispetto del sistema di anzianità che iniziava a formarsi, usò questo potere per nominare suoi alleati e protetti nelle posizioni apicali, punendo così coloro che si opponevano alla sua legislazione. Essenzialmente Cannon esercitava questo potere per mantenere la disciplina nei ranghi del proprio partito: i Repubblicani erano divisi nella conservatrice "Vecchia Guardia", condotta dallo stesso Cannon, e nei "progressisti", guidati dal Presidente Teodoro Roosevelt. I privilegi del suo comitato sulle assegnazioni garantivano che gli elementi progressisti del partito avessero scarsa influenza sulla Camera e il suo controllo sul processo legislativo ostacolava una legislazione progressista.

#### Rivolta
Il 17 marzo 1910, dopo due tentativi falliti di porre freno al potere assoluto di Cannon sulla Camera, il rappresentante del Nebraska, George Norris guidò una coalizione di 42 deputati progressisti repubblicani e l'intera delegazione dei 149 in una rivolta. Con l'assenza dalla Camera di molti dei più potenti alleati di Cannon, ma con un sufficiente numero di presenti per assicurare il quorum, Norris introdusse una risoluzione che avrebbe tolto allo Speaker il Rules Committee e lo avrebbe spogliato del potere di assegnazione dei deputati ai comitati.
Mentre il luogotenente di Cannon e i commessi lasciavano la camera per cercar di raccogliere abbastanza voti per Cannon, gli alleati di quest'ultimo diedero inizio all'ostruzionismo nella forma di dibattiti sull'ordine del giorno. Quando i sostenitori di Cannon si trovarono in difficoltà nelle loro ricerche (molti degli assenti erano irlandesi e passavano la giornata nelle varie feste indette per la celebrazione del giorno di San Patrizio), l'ostruzionismo continuò per 26 ore, con gli amici di Cannon presenti che ponevano continue mozioni di sospensione e aggiornamento.
Quando Cannon infine pose la risoluzione fuori discussione a mezzogiorno del 19 marzo, Norris si appellò all'intera Camera, che votò contro Cannon e la risoluzione di Norris fu adottata.
Cannon cercò di salvare la faccia richiedendo prontamente un voto per togliergli la Presidenza della Camera, che egli aveva ottenuto facilmente poiché la maggioranza repubblicana non voleva rischiare di trovarsi con uno Speaker democratico al suo posto. Comunque la sua ferrea conduzione della Camera fu spezzata e quando i democratici ne ottennero il controllo nelle elezioni del 1910, il caucus repubblicano tolse totalmente la leadership a Cannon prima dell'inizio del 62º Congresso.

### Il dopo-Speaker

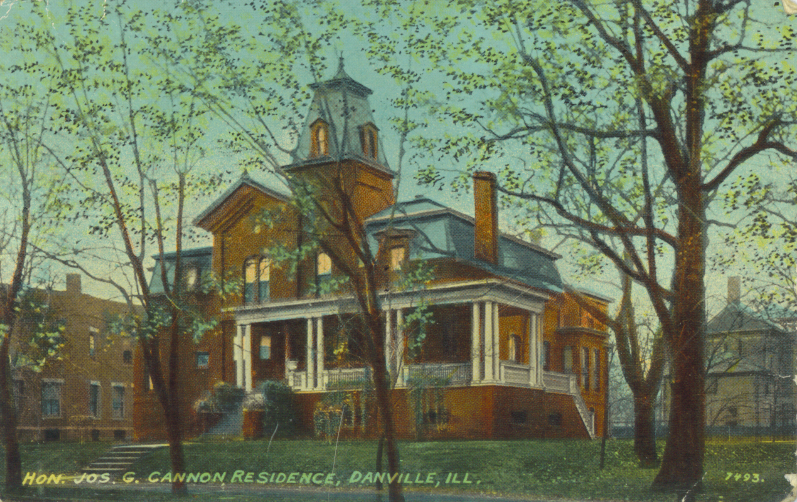
L'abitazione di Cannon a Danville, Illinois, circa 1913

Cannon fu sconfitto nel 1912 ma rientrò nel 1914 e fu rieletto a ogni elezione del Congresso fino al 1920.
Egli criticò il Presidente Woodrow Wilson e l'ingresso degli Stati Uniti d'America nella prima guerra mondiale. Fu anche apertamente critico sulla Società delle Nazioni, patrocinata da Wilson.

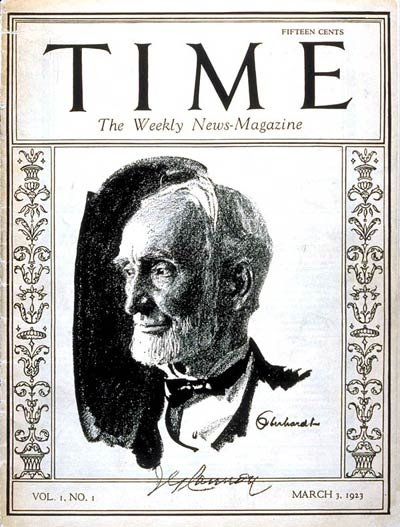
Cannon sulla prima copertina del Time Magazine del 3 marzo 1923

Cannon rinunciò a partecipare alle elezioni del Congresso del 1922 e si ritirò alla fine del suo ultimo mandato nel 1923. La sua immagine fu stampata sulla prima pagina di copertina del primo numero del Time, l'ultimo giorno in carica del suo ultimo mandato.

### Vita personale
Nato quacchero, divenne metodista dopo aver lasciato il Congresso, ma può esserlo effettivamente stato molto prima. 
Dopo aver sposato Mary Reed con celebrazione metodista del matrimonio nel 1862, un quacchero lo invitò ad esprimere rammarico per questo, ed egli rispose:
(Risposta di Cannon a un quacchero)
Joseph Cannon morì nella sua abitazione a Danville, Contea di Vermilion nell'Illinois. Egli era debole di cuore e soffriva anche di effetti generali dovuti all'età avanzata. Morì il 12 novembre 1926 durante il sonno. La sua salma fu inumata nel cimitero di Spring Hill.

## Lasciti
- Cannon procurò a Danville un Ospedale ad amministrazione federale per veterani.
- Al primo edificio di uffici per membri del Congresso fuori del Campidoglio di Washington fu dato il nome di Cannon.
- Cannon firmò il Sedicesimo emendamento che stabilisce il diritto del Congresso a imporre tasse federali sulle entrate tra gli stati a prescindere dal censo.

## Al cinema
- Cannon appare in Noted Men, un documentario del 1911 prodotto dalla Selig Polyscope Company.